# Kąt zewnętrzny

Kąty zewnętrzne oznaczono literami greckimi i

Kąt zewnętrzny wielokąta – kąt przyległy do danego kąta wewnętrznego wielokąta.
Na rysunku obok zarówno kąty {\displaystyle \beta } i {\displaystyle \beta ',} jak i kąty {\displaystyle \delta } i {\displaystyle \delta '} są zewnętrzne do wielokąta w różnych wierzchołkach.
Jeżeli dany kąt wewnętrzny w pewnym wierzchołku wielokąta nie jest wypukły, to nie istnieje kąt zewnętrzny do niego w tym wierzchołku. W każdym trójkącie istnieje kąt zewnętrzny w każdym wierzchołku.
Suma wszystkich kątów zewnętrznych w dowolnym wielokącie wypukłym jest równa 720°.